# Ballens
Ballens és un municipi del cantó suís del Vaud, situat al districte de Morges.

## Geografia
Ballens està travessat pel Veyron i el Boiron on hi pren la seva font.
Conté dos localitats: Ballens i Froideville, així com els pasturatges del Pré de Ballens i Druchaux, lloc de la reserva natural del Buit Buit d'Infern.

## Societats locals
El municipi protegeix dues societats de tir a 300 m, la guil Abbaye suisse independent i la societat «A les Armes de Guerra», així com dels clubs de judo d'esquí i de futbol. Compta igualment un cor mixt i una societat de Joventut.

## Transports

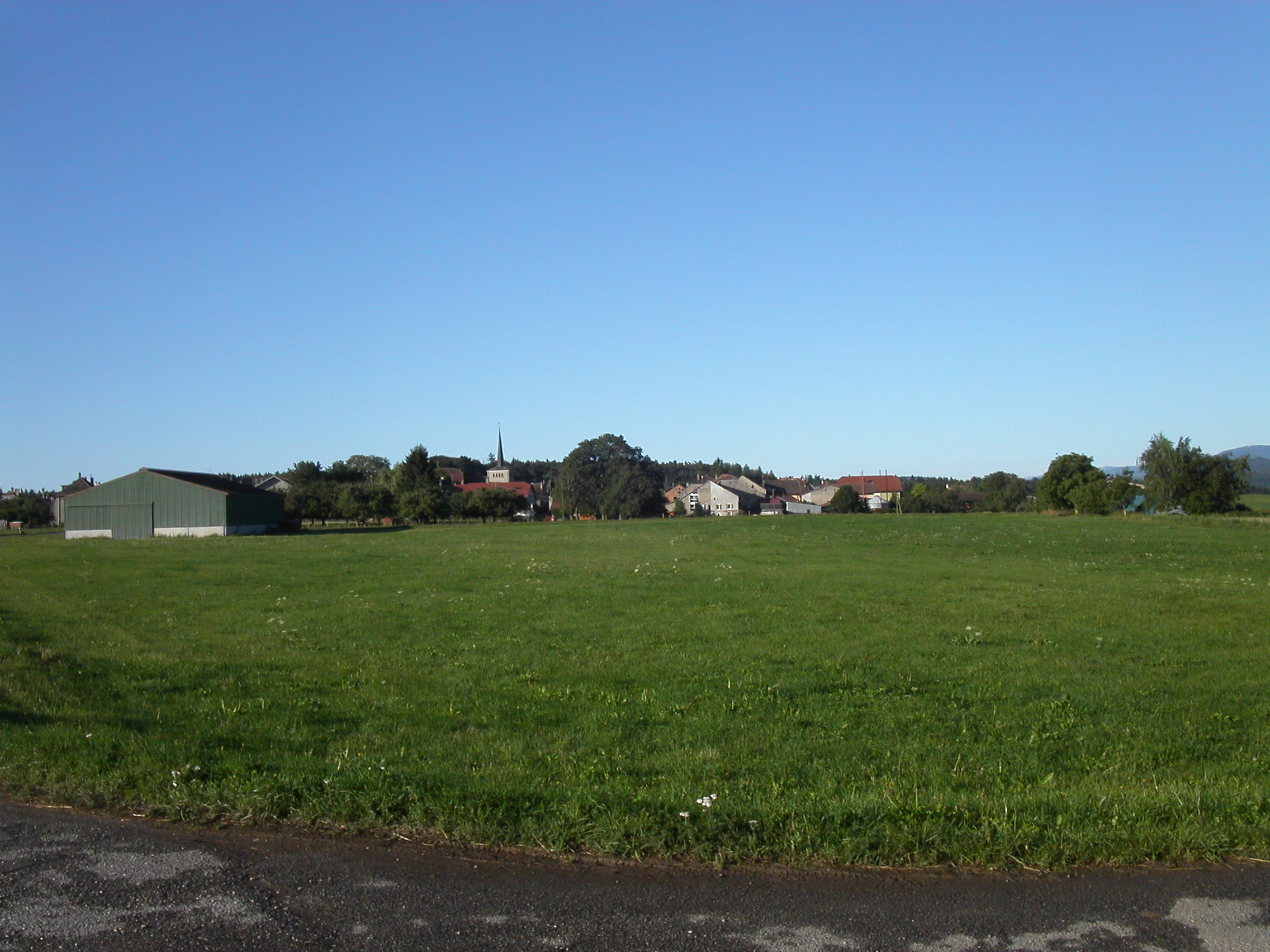
Fotografia de Ballens.

- Sobre la línia ferroviària del Camí de ferro Bière-Apples-Morges
- Autoroute HA1, eixida 15 (Morges oest)